# Gella Vandecaveye
Gella Vandecaveye (Kortrijk, 5 giugno 1973) è un'ex judoka belga.

## Palmarès

### Olimpiadi
- 2 medaglie:
  - 1 argento (Atlanta 1996 nei -61 kg)
  - 1 bronzo (Sydney 2000 nei -63 kg)

### Mondiali
- 5 medaglie:
  - 2 ori (Hamilton 1993 nei -61 kg; Monaco di Baviera 2001 nei -63 kg)
  - 2 argenti (Parigi 1997 nei -61 kg; Birmingham 1999 nei -63 kg)
  - 1 bronzo (Chiba 1995 nei -61 kg)

### Europei
- 10 medaglie:
  - 7 ori (Gdańsk 1994 nei -61 kg; L'Aia 1996 nei -61 kg; Ostenda 1997 nei -61 kg; Oviedo 1998 nei -63 kg; Bratislava 1999 nei -63 kg; Breslavia 2000 nei -63 kg; Parigi 2001 nei -63 kg)
  - 1 argento (Düsseldorf 2003 nei -63 kg)
  - 2 bronzi (Birmingham 1995 nei -61 kg; Maribor 2002 nei -63 kg)